# Уилсон, Хэлси Уильям
Хэлси Уильям Уилсон (англ. Halsey William Wilson; 12 мая 1868, Уилмингтон, Вермонт, США — 1 марта 1954, Йорктаун-Хайтс, Нью-Йорк, США) — американский библиограф.

## Биография
Родился 12 мая 1868 года в Уилмингтоне. Поступил в Миннесотский университет, который вскоре окончил. В 1889 году открыл книжный магазин — сначала в Миннесоте, после этого в Миннеаполисе. Начиная с 1898 года начал заниматься библиографической деятельностью, выпустив ряд библиографических изданий, одновременно с этим в 1898 году основал библиографическое издательство The H. W. Wilson Company, которое в том же году открылось, в 1913 году издательство переехало в штат Нью-Йорк и продолжило развиваться, но в 1952 году по состоянию своего здоровья от отрёкся от президентского кресла издательства и до смерти оставался председателем правления издательства.
Скончался 1 марта 1954 года в Йорктауне-Хайтсе.